# Frankfurter Allgemeine Zeitung
A Frankfurter Allgemeine Zeitung-ot 1949-ben alapították. Ez volt az első olyan újságalapítás, ahol egy 72 privát, gazdasági pénzemberből álló csoport finanszírozta a megjelenést mintegy ötezer német márkával.Az első kiadás 1949. november 1-jén jelent meg 60 000 –es kezdő példányszámban.Az alapítók a magas igények mellett, rövid távú elérendő célként jelenítették meg, hogy a lap terjesztése országos legyen, majd később a világsajtó tagjává váljon.
Az újság a kezdetektől törekedett arra, hogy „függetlenként” mutassa fel magát. Már a F.A.Z. „társadalmi szerződésében” megfogalmazták, hogy: „A Frankfurter Allgemeine Zeitungot vezetni kell teljes függetlenségben kormányok, pártok és érdekcsoportok befolyásolása nélkül, mert ez vezet a liberális-polgári alaphoz.” A társadalmi szerződés többi pontja között van olyan, ami azt taglalja, mi tehet egy újságot szabaddá és függetlenné. Eszerint kell egy „bölcs alkotmány, ügyes fejek akik a lapot vezetik, és stabil financiális alapok.-mint nálunk a F.A.Z.-nál.” A két utóbbi tényező biztosítása érdekében ennél a médiumnál egy az 1959-es években létrehozott kiadó bizottságot és egy alapítványt is létrehoztak. Ez az úgynevezett: FAZIT-Stiftung. Ez a szervezet tartja fent az újság nagy részét és védi azt az ideológiát, amelyet gazdasági - politikai függetlenségnek neveznek. Mások - egy egykori vezető munkatárs közelmúltban megjelent botránykönyve szerint - az újság (mint nem egy másik német médiatermék) - az euro-atlanti vezető körök és a német titkosszolgálat befolyása és kézivezérlése alatt áll.
Az alapítvány a médium értékesítéséből befolyt összeg profitját, hozamát kizárólag jótékony célokért használja fel. Ösztöndíjakat ítél egyetemeknek, szakközépiskoláknak és haladó szakközépiskoláknak és a Max-Planck's társadalom. [forrás?]

## A címlap

### Nevének eredete
Frankfurter – Régi szokásból ered, hogy a lapot arról a városról nevezzék el, ahol a székhelye található.
Allgemeine – Már az újság címében tisztázottnak kell lennie, hogy: itt a politikai, gazdasági, tudományos élet és a kultúra szereplői kerülnek mérlegre.
Zeitung – Német nyelvterületen az újság szó a XVI. századtól a 19. századig többletjelentéssel bírt. ( újdonságok, hírek )
A régi nyelvhagyomány iránti tiszteletből vette fel a nevébe a lap ezt a szót.
A névben található két szó teszi világossá azt, amit a F.A.Z. a kezdetektől állított. Szeretett volna egész Németországhoz beszélni, azokhoz is, akik a fal miatt elvesztették hazájukat.
Amikor 1989-ben a határok nyitottá váltak, reményük beteljesült és a lap munkatársai önigazolást nyertek.

### Vezércikk címe
A frankfurti újság előszeretettel használ absztrakt újságcímeket, mint például a „The Times“ vagy a „Le Monde“, mely első pillantásra nem árul el túl sokat a beltartalomból viszont frappáns. A szerkesztők egyben nagyon ügyelnek arra, hogy elkerüljék a bulváros, szenzációhajhász címek látszatát is.

### A lap formája
A lap oldalhossza balról jobbra 400 milliméter fentről lefelé 570 milliméter.
A nyomdászok ezt a méretarányt klasszikus észak-német nagyságnak nevezik.
Egy kihajtott lap nagysága majdnem eléri a fél négyzetmétert és körülbelül 22 000 betűnek nyújt helyet.

## Rovatstruktúra
„A lap kézbevételét követően a valóságban az olvasó nem egy lapot tart a kezében, hanem naptól függően minimum négyet vagy hétvégenként akár tízet.” - olvasható a lap honlapján. Ezt a kijelentését arra alapozzák, hogy hétköznap az újság rovatstruktúrája alapvetően öt részből áll, és minden rovatnak külön szerkesztőség jut.
- politika
- gazdaság
- pénzügyi piac (és sport)
- kultúr rovat (Feuilleton)
- Rhein-Main Zeitung-regionális

társmellékletek:
- keddenként: technika és motor
- szerdánként: természet és tudomány illetve humántudományok
- csütörtökönként: utazási oldalak
- péntekenként: ingatlanpiac
- szombatonként: képek és idők , művészpiac, motorpiac, állás és esély

### Rovatok jellemzői
A belső oldalakat a POLITIKA rovattal kezdi a szerkesztő. Először híreket közöl, majd a vezető glosszát, melynek neve a címoldalon szerepel. Tartalmaz még továbbá vezető cikkeket is.
A rovat utolsó lapjait általában glosszákkal, elemzésekkel, olvasói véleményekkel, kül-, és belföldi riportokkal zárják.
Az újság második nagy része a GAZDASÁG. Itt a nemzeti és nemzetközi gazdaságpolitikai történésekről, a helyi és a globális vállalkozási piacról, piaci ágakról kaphat információt az olvasó. A rovat erőteljesen figyel a politikára, mert a főszerkesztő szerint a háttérfolyamatok nélkül az olvasó nem érti a világ piaci történéseit. A lakossági felmérések szerint a F.A.Z.-t tartja az egyik vezető német gazdasági elemző lapnak.
A frankfurti lap harmadik nagy rovata a PÉNZÜGYI PIAC, melyben minden fontos tőkepiaci-információt professzionális szakértelemmel elemeznek, feldolgoznak. A F.A.Z. részvényindex és a gazdasági helyzetindikátor a döntéshozók és a klasszikus olvasók kedvencei.
A világ sporteseményeinek kommentálása, elemzéseinek változatossága a sportszerkesztőség erőssége. Hétfőnként a rovat külön úgynevezett külön „Buch“-ot kap, melyben a labdarúgás a főszerepbe kerül.
FEUILLETON: Célja a művészeti vagy szellemi pozíciók illetve a kultúra fejlődésének elsajátítása. Az irodalmi beszélgetésektől a színház-opera világán át próbálja a rovat bevonni olvasóit a körülöttük zajló párbeszédekbe. Sokat cikkezik a német és más társadalmak jövőjéről, kulturális életéről.
RHEIN-MAIN ZEITUNG: Frankfurtban és környezetében az olvasó amit kap, az elvben két újság. Tehát van egy lap, mely Németországgal foglalkozik és van a különleges Rheine Main kiadvány, ami erőteljesen jelen van a tartományban. AZ RMZ foglalkozik politikával, tudománnyal, kultúrával, sporttal így tiszta képet ad a városról és a régióról az ott élőknek.

#### Hétvégi kiadás
2001 szeptembere óta jelentkezik a lapcsoport a szombati újsággal. Ezt a számot általában 1,1 millió ember olvassa, és érdekes interjúkat, riportokat, szórakoztató olvasmányokat tartalmaz, mint azt az olvasó szombatonként elvárja. Ez a kiadvány tíz részből áll
(Politika, Sport, Gazdaság, Pénz & Több, Feuilleton, Tudomány, Társadalom, Utazás, Motor, Ingatlan).
A F.A.S. nevezetű lapszám olyan professzionális szerkesztéssel, nívós cikkel jelenik meg, hogy nyolc év alatt az alábbi díjakat nyerte:
• Europe’s Best Designed Newspaper 2002
• World’s Best Designed Newspaper 2003
• European Newspaper Award 2004
• Awards of Excellence 2006
• World´s Best Designed Newspaper 2007

### Tudósító hálózat
A F.A.Z rendelkezik az egyik legnagyobb tudósító hálózattal a világon. A napilapnak saját riporterei vannak Berlinben, a szövetségi államokban, és a külföldi országokban, akik mindig friss, tényszerű információkkal látják el a főszerkesztőséget, ami a legkedveltebb lapok közé emeli anyaországában.

## Internet
A napilap a világhálón is elérhető. A honlapon a böngésző az aznapi hírekből, háttérinformációkból, riportokból informálódhat percre pontosan. Az oldal tartalmaz egy archive menüpontot, amelyen 1950-ig visszamenőleg az összes példányszám összes cikke elérhető.
Számokban ez 50 000 dossziét és 42 millió cikket tartalmaz, ami egyike a legnagyobb újságadatbázisoknak Európában. Az itt olvasható anyagok teljesen ingyenesek.
Az online felület számos előnnyel járhat az olvasónak. Regisztráció után jelentkezni lehet hírlevélre, személyre szabott hírcsomagra, saját e-mail címre, és még kommentálásra is van lehetőség.
A lapcsalád harmadik nagy alappillére az állásportál, ami egyike a legnagyobb látogatottságú munkahelykereső lapoknak a német piacon.

### Látogatottsági adatok
Összességében a F.A.Z honlapcsokor eddig 65,2 milliószor töltötték le. Egy évben az egyedi látogatók száma eléri a 11,2 millió főt, ami hónapos lebontásban átlag 1,51 millió megjelenést jelent. Ezekkel a számokkal ők az elsők Németországban. Jelenleg félmillió regisztrált felhasználóval rendelkeznek, és az éves tendenciákat követve ez a szám 2012-re elérheti az egymilliót.
A frankfurti napilap a kornak megfelelően mobiltelefonon, blackberry-n, és pocket pc-n is elérhető.

## Összegzés számokban
• Az újság jelenleg a világ 145 országában jelenik meg naponta.
• Ők a minőségi újságírás legnagyobb külföldön eladott példányszámú lapja. (45.000 darab)
• Németországban körülbelül 951,000-en olvassák naponta.
• A német vezető erők és vállalkozások 10,2%-a tájékozódik naponta a F.A.Z.-ból.
• Az olvasók 65,2%-a férfi és 35,8%-a nő.
• Egy nemzetközi médiafelmérésen a F.A.Z. lett a harmadik legjobb napilap a világon